# Tatjana Anatoljewna Wussatenko
Tatjana Anatoljewna Wussatenko (russisch Татьяна Анатольевна Вусатенко, ukrainisch Тетяна Анатоліївна Вусатенко Tetjana Anatolijiwna Wussatenko; * 28. Januar 1969 in Nowosibirsk, Russische SFSR) ist eine russische Politikerin. Von 2014 bis 2019 war sie Abgeordnete der Legislativversammlung der Stadt Sewastopol.

## Leben
Wussatenko schloss 2009 ihr Studium der Wirtschaftswissenschaften an der Nationalen Michail-Tugan-Baranowski-Universität für Wirtschaft und Handel Donezk ab.
Bei der Wahl der Legislativversammlung 2014 wurde Wussatenko über die Liste von Einiges Russland zur Abgeordneten der Legislativversammlung von Sewastopol der I. Einberufung gewählt. Sie war stellvertretende Vorsitzende des Wirtschaftsausschusses der Legislativversammlung, wurde aber im November 2015 wegen unsachgemäßer Ausübung ihrer Befugnisse abberufen.
Sie ist Vorsitzende von Einiges Russland im Rajon Gagarin und Mitglied im regionalen Vorstand. Ferner ist sie Mitglied der regionalen Leitung der Gesamtrussischen Volksfront und Vorsitzende der Liga der Unternehmer von Sewastopol.
Wussatenko steht auf zwei Sanktionslisten der Ukraine.